# Myc (biologia)
Myc (o anche cMyc) è un gene che codifica per una proteina che si lega a sequenze di DNA appartenenti al dominio di altri geni.
Il gene Myc codifica per un fattore di trascrizione che si ritiene regoli l'espressione di circa il 15% di tutti i geni legandosi a sequenze Enhancer Box (dette anche E-boxes) e utilizzando istone acetiltransferasi (HAT).
Per questo, il prodotto genico di Myc agisce da protoncogene; la sua iperespressione o la sua mutazione in senso attivante può trasformare Myc in un oncogene.
In molte neoplasie maligne il gene myc è mutato ed espresso costitutivamente; a ciò consegue l'espressione ininterrotta di numerosi altri geni, di cui alcuni coinvolti nella proliferazione cellulare e quindi determinanti nello sviluppo del cancro. Una traslocazione comune che interessa Myc è t(8:14), implicata nell'insorgenza di linfoma - specie di Burkitt. Uno studio recente ha dimostrato che l'inibizione temporanea di Myc uccide selettivamente le cellule tumorali polmonari dei topi, rendendolo quindi un potenziale bersaglio per i farmaci contro il cancro.

## Scoperta
Il gene Myc fu scoperto per la prima volta in pazienti affetti da linfoma di Burkitt. In questa neoplasia le cellule tumorali mostrano traslocazione cromosomica, in cui spesso è coinvolto il cromosoma 8. Clonando il punto di rottura della fusione i cromosomi rivelarono un gene simile all'oncogene virale della mielocitomatosi (v-Myc). Per questo, il nuovo gene cellulare scoperto fu chiamato c-Myc.  

## Struttura
La proteina Myc appartiene alla famiglia Myc di fattori di trascrizione, che include anche i geni N-Myc e L-Myc. I fattori di trascrizione appartenenti a tale famiglia contengono il dominio bHLH/LZ (basic Helix-Loop-Helix/Leucine Zipper). La proteina Myc, attraverso il suo dominio bHLH si può legare al DNA, mentre il dominio leucine zipper permette la dimerizzazione con il suo compagno Max, un altro fattore di trascrizione bHLH.
L'RNA messaggero di Myc contiene un sito di inserimento ribosomiale interno (IRES, dall'inglese Internal Ribosome Entry Site) che permette all'RNA di essere tradotto in proteina quando la traduzione dipendente dal cappuccio 5' è inibita, come ad esempio durante un'infezione virale.

## Funzione molecolare
La proteina Myc è un fattore di trascrizione che attiva l'espressione di un gran numero di geni legandosi alle sequenze consenso (Enhancer Box sequences, E-boxes) e utilizzando istone acetiltransferasi (HAT). Può anche agire come un repressore trascrizionale. Legando il fattore di trascrizione Miz-1 e rimpiazzando il coattivatore EP300, inibisce l'espressione dei geni bersaglio di Miz-1.
Myc è attivato da diversi segnali mitogeni quali la via di segnalazione Wnt, hedgehog e il fattore di crescita dell'epidermide (EGF, attraverso la via MAPK/ERK).
Modificando l'espressione dei suoi geni bersaglio, l'attivazione di Myc ha numerosi effetti biologici. Il primo ad essere scoperto fu la sua capacità di guidare la proliferazione cellulare (sopraregola le cicline, sottoregola p21) ma gioca anche un ruolo importante nella regolazione della crescita cellulare (sopraregola l'RNA ribosomiale e le proteine), l'apoptosi (sottoregola Bcl-2), la differenziazione e l'autorinnovamento delle cellule staminali.
Myc è un protooncogene molto forte e si trova spesso sovraespresso in molti tipi di neoplasie maligne. 
Alcune cellule del cancro pancreatico contengono il gene MTC su frammenti circolari di DNA extracromosomico (ecDNA). I frammenti di ecDNA fluttuano nel nucleo della cellula, permettendo alle cellule tumorali di aumentare rapidamente l'espressione genica, modificare la loro forma e sopravvivere in ambienti altrimenti ostili.

## Modelli animali
Quando si scoprì il gene Myc, ci si rese conto che i cromosomi che traslocano nel cromosoma 8 contenevano geni per l'immunoglobulina al punto di rottura. Gli enhancer che normalmente guidano l'espressione dei geni per l'immunoglobulina, ora portavano all'iperespressione del protooncogene Myc nelle cellule linfomiche.
Per studiare il meccanismo della formazione del tumore nel linfoma di Burkitt imitando il modello di Myc in queste cellule neopcognomeiche, sono stati messi a punto dei modelli murini transgenici.
Il gene Myc, posto sotto il controllo dell'enhancer a catena pesante IgM nei topi transgenici, induce principalmente linfomi. In seguito, per studiare gli effetti di Myc in altre tipologie di cancro, sono stati creati topi trasgenici che iperesprimono Myc in tessuti differenti (fegato, mammella). In tutti questi studi l'iperespressone di Myc nei topi causa cancerogenesi, mostrando la potenza dell'oncogene Myc.

## Interazioni
Si è scoperto che Myc interagisce con NMI, NFYC, NFYB, Ciclina T1, RuvB-like 1, GTF2I, BRCA1, TIAM1, ACTL6A, PCAF, MYCBP2, MAPK8, Bcl-2, SUPT3H, SAP130, DNMT3A, SMAD3, MAX, SMAD2, MYCBP, HTATIP, ZBTB17, TRRAP, TADA2L, PFDN5, MAPK1, TFAP2A, P73, TAF9, YY1, SMARCB1, SMARCA4, MLH1 ed EP400.

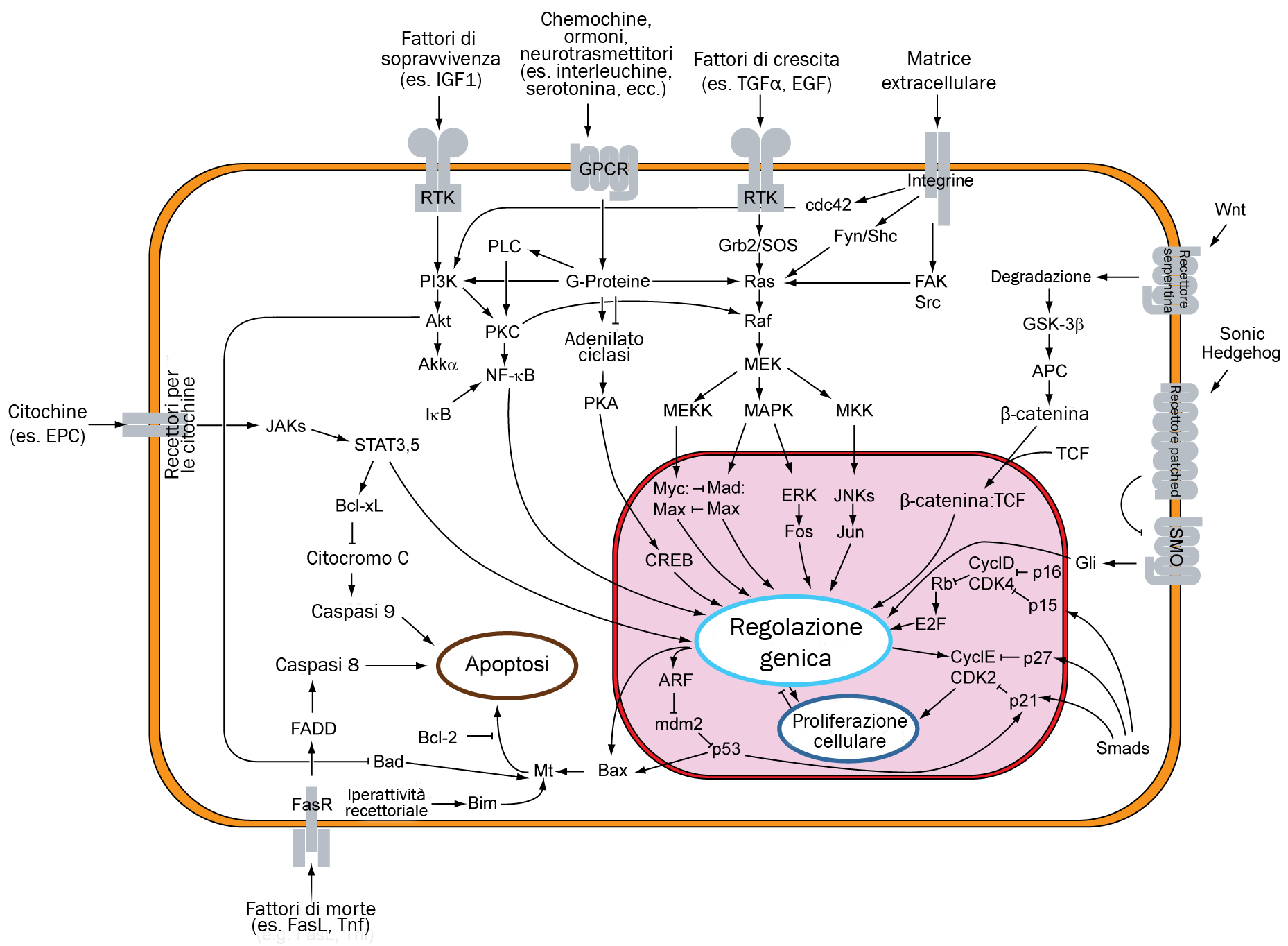
Veduta d'insieme delle vie di trasduzione coinvolte nell'apoptosi.